# Herbert Windsor, 2. Viscount Windsor

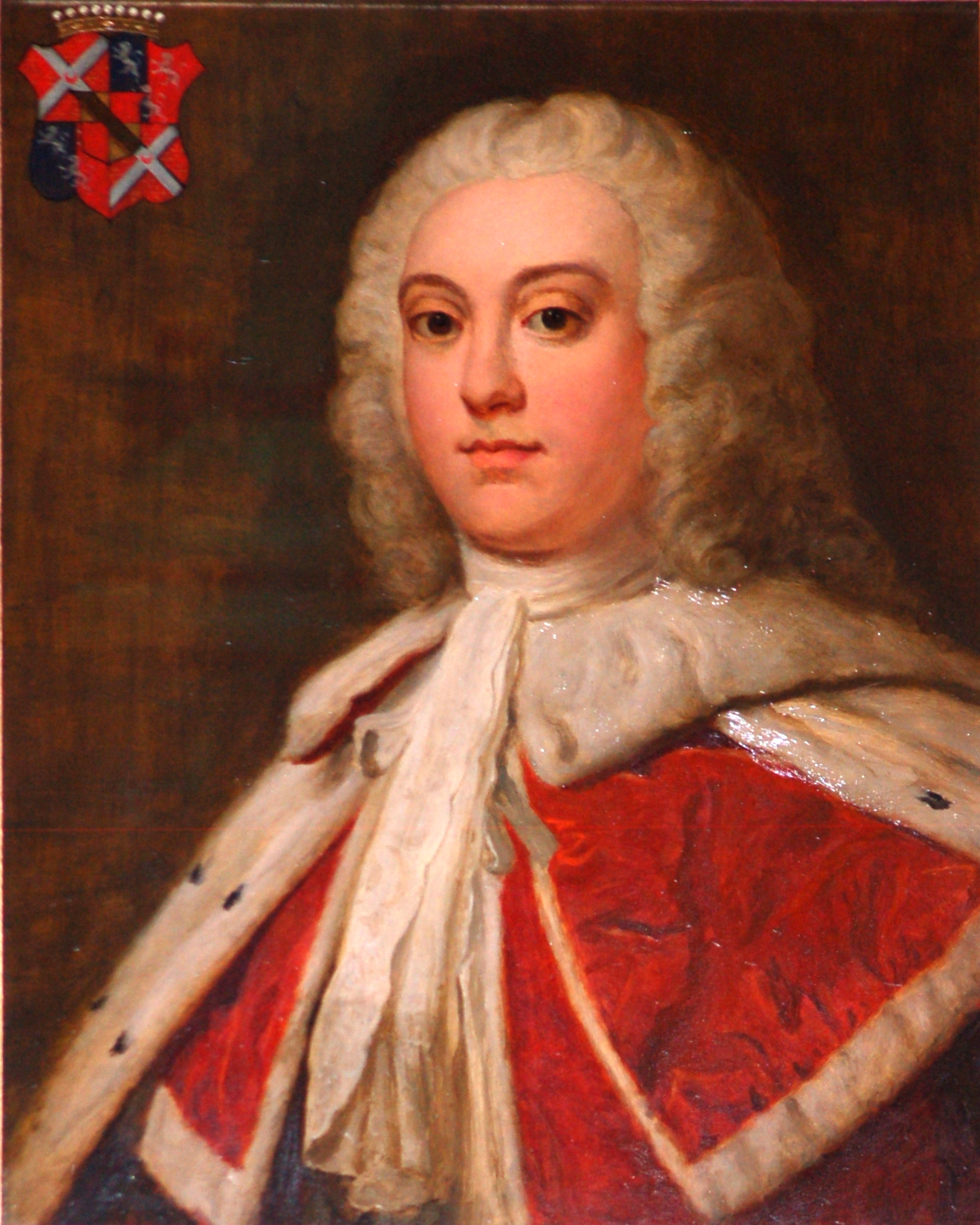
Herbert Windsor, 2. Viscount Windsor

Herbert Hickman Windsor, 2. Viscount Windsor (* 1. Mai 1707; † 25. Januar 1758) war ein britischer Adliger und Politiker.

## Leben
Er war der einzige Sohn des Thomas Windsor, 1. Viscount Windsor, und der Lady Charlotte Herbert.
1734 kandidierte er erfolglos im Wahlkreis Bramber für einen Sitz im britischen House of Commons. Kurz darauf wurde er stattdessen ohne Gegenkandidat vom Wahlkreis Cardiff gewählt, in dem seine Familie die Stimmenmehrheit kontrollierte. Er gehörte der Partei der Torys an und hatte sein Unterhausmandat bis 1738 inne. 1738 erbte er beim Tod seines Vaters dessen irischen Adelstitel Viscount Windsor und dessen britischen Adelstitel Baron Mountjoy und wurde dadurch Mitglied sowohl des irischen, als auch des britischen House of Lords.
Am 12. August 1735 heiratete er Alice Clavering († 1776), Tochter des Sir John Clavering, 3. Baronet. Mit ihr hatte er einen Sohn und zwei Töchter:
- Hon. Herbert Hickman Windsor († vor 1758);
- Hon. Charlotte Jane Windsor (1746–1800) ⚭ 1766 John Stuart, 1. Marquess of Bute;
- Hon. Alice Elizabeth Windsor (1749–1772) ⚭ 1768 Francis Seymour-Ingram, 2. Marquess of Hertford.

Da er seinen einzigen Sohn überlebte, erloschen seine Adelstitel bei seinem Tod am 25. Januar 1758.